# Kronan 5
| Fjällgatan 36–34 och Fjällgatan 30–32. |  | Fjällgatan 36–34 och Fjällgatan 30–32. |
| Fjällgatan 36–34 och Fjällgatan 30–32. |  |                                        |

Kronan 5 är en fastighet i kvarteret Kronan med kulturhistoriskt värdefull bebyggelse längs Fjällgatan 30–36 på nordöstra Södermalm i Stockholm. Inom kvarteret var politikern Anna Lindhagen och författaren Per Anders Fogelström bosatta och skulptörerna Ture Johansson och Lena Börjeson hade sin verksamhet här. Fastigheten ägs av AB Stadsholmen och är blåmärkt av Stadsmuseet i Stockholm, vilket innebär "att bebyggelsen bedöms ha synnerligen höga kulturhistoriska värden".

## Kvarteret
Kvarteret Kronan begränsas av Fjällgatan i norr, Lilla Erstagatan i öster, Stigbergsgatan i söder och Sista Styverns trappor i väster. Kronan är en del av det tidigare kvarteret Stammen, som ursprungligen hette kvarteret Justitia. Fastigheten Kronan 5 bildades 1977 av fyra äldre tomter och omfattar den västra delen av kvarteret. Bebyggelsen i kvarteret består av trä- och stenhus från 1700-talet respektive tidigt 1800-tal. Den idag kvarvarande miljön med grönskande och terrasserade trädgårdstomter ger en god bild av hur Stockholms malmar såg ut före industrialiseringen som förändrade stora delar av Södermalm och Stockholm i slutet av 1800-talet.

## Fjällgatan 30 och Sista Styverns trappor

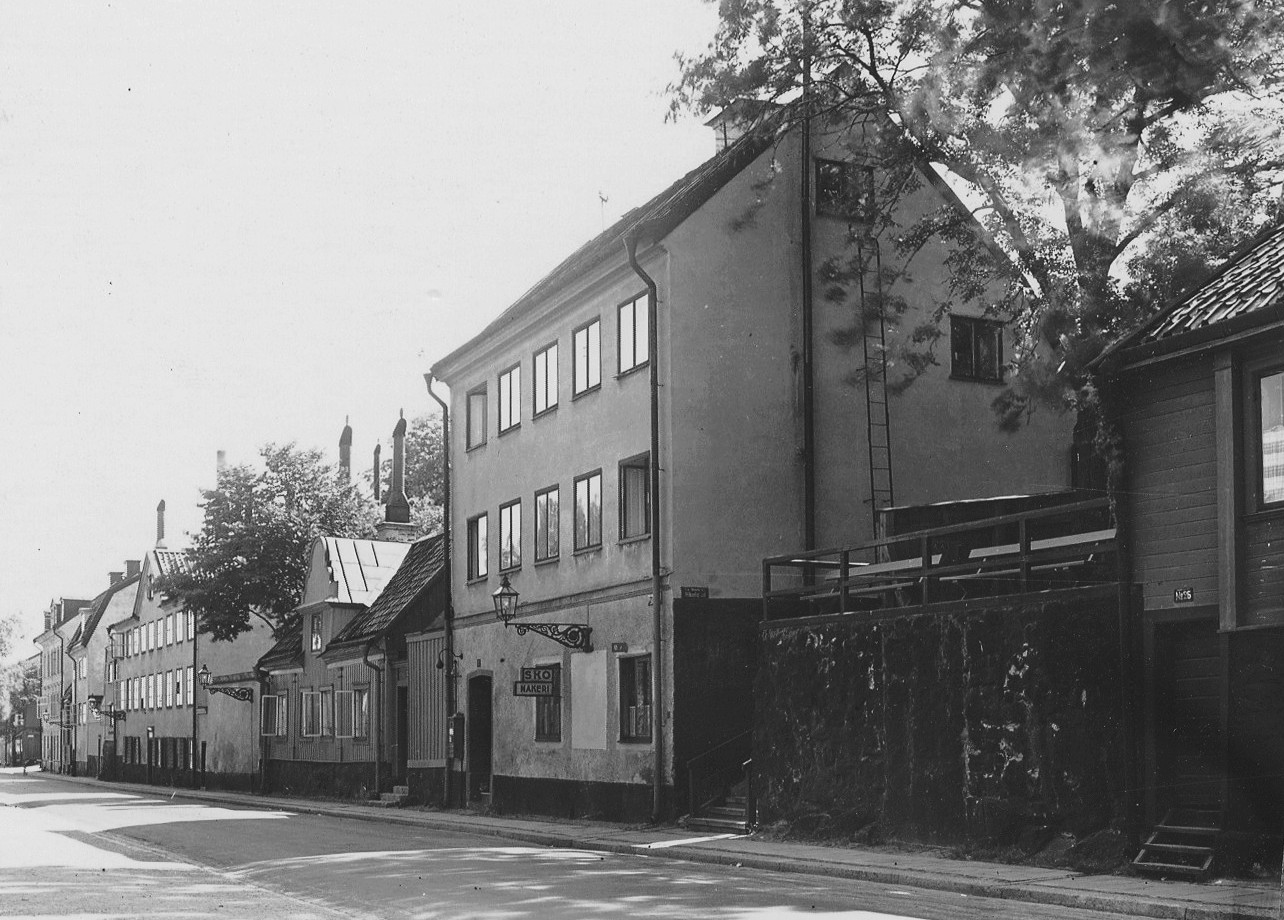
Fjällgatan 30 (närmast) och 32, 1941.

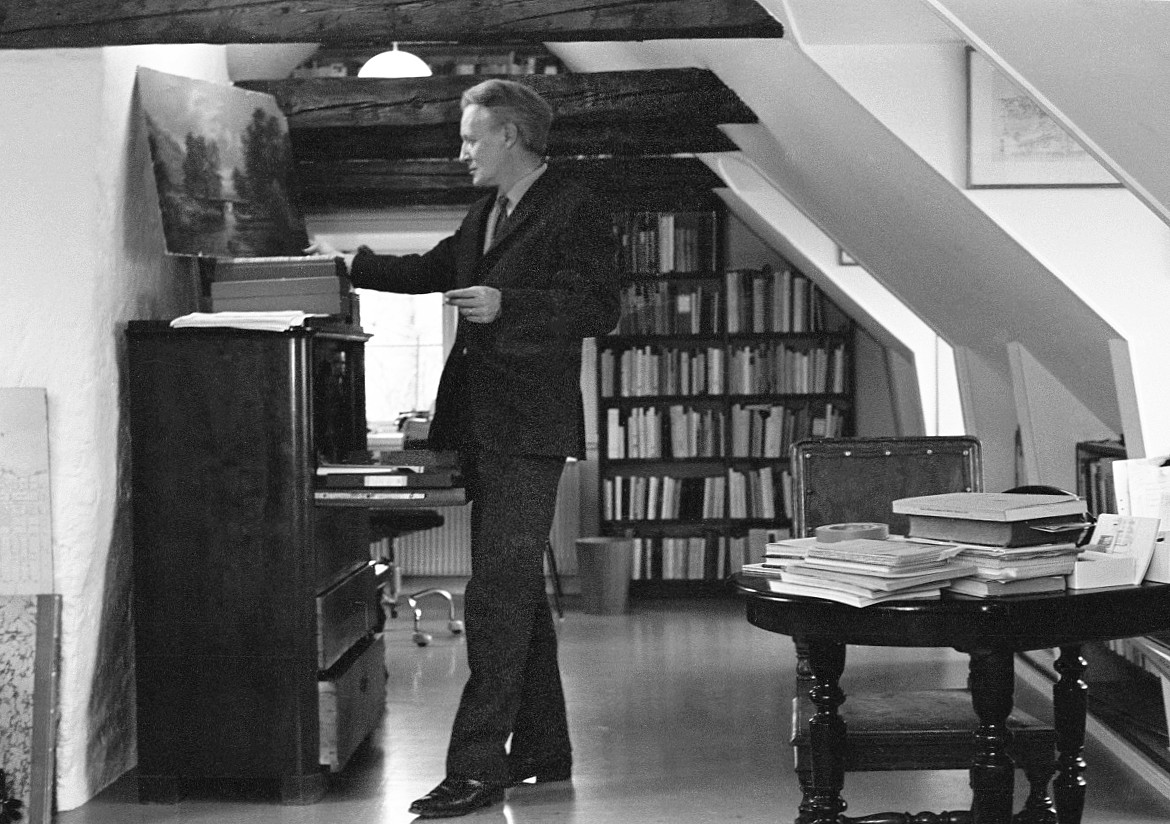
P.A. Fogelström i sin vindsvåning, 1968.

Huset Fjällgatan 30 står i hörnet mot Sista Styverns trappor. 1730 ägdes den obebyggda fastigheten av handelsmannen Karlsten. Tomten omfattade hela hörnet ända upp till Stigbergsgatan. År 1757 köptes tomten av tröjvävarfabrikören Anders Berg vilken redan ägde granntomten i öster som var bebyggd med ett timrat bostadshus (se Fjällgatan 32) där han hade sin verksamhet. På den nyförvärvade hörntomten lät Berg uppföra ett tre våningar högt gathus av sten som mot gården förlängdes med en flygelbyggnad. Huset står i en brant sluttning därför har bottenvåningen karaktären av en källarvåning med välvda tak. Våningarna var inredda med sal och kamrar samt kök, även på vinden fanns en liten kammare. 
Söder om gathuset (nuvarande Sista Styverns trappor 3) byggdes ytterligare ett stenhus i en våning med inredd vind. Huset rymde förstuga, kök, sal och kammare i bottenvåningen samt två kammare och ett litet kök på vinden. I huset bodde skådespelaren Margaretha Krook en tid. Området mot Stigbergsgatan blev familjen Bergs trädgård. Här ligger idag Anna Lindhagens täppa. 
Sonen Johan Berg övertog gården 1769 och lät 1776 uppföra ett sexkantigt lusthus som fortfarande existerar och numera kallas Anna Lindhagens lusthus. Ytterligare ett litet bostadshus (nuvarande Sista Styverns trappor 5) uppfördes under början av 1800-talet när klädesfabrikören Johan Pousette ägde fastigheten. I brandförsäkringen från 1825 beskrivs huset som timrat i en våning och med bjälkkällare och vedbod. 
Tomten övertogs 1911 av Stockholms stad. Vid den tiden fanns en ateljé i gathuset som nyttjades av bland andra illustratörerna Per Lindroth och Nils Ringström. År 1964 moderniserade gathuset efter ritningar av Nils Sterner vid dåvarande arkitektavdelningen på Stockholms stads fastighetskontor. Vinden byggdes ut och fick takkupor mot norr. 
Hit flyttade 1964 Per Anders Fogelström som bodde kvar på denna adress fram till sin död 1998. I sin vindsvåning med vidsträckt utsikt över Stockholms inlopp hämtade han inspiration till många av sina Stockholmsromaner. I april 1999 hedrades han med en efter honom uppkallad plats, Per Anders Fogelströms Terrass, som ligger nedanför Fjällgatan 34–36. 
I början av 1980-talet utfördes ytterligare en upprustning, denna gång av AB Familjebostäder och med Bengt Holger Jonson som arkitekt.

## Fjällgatan 32
Gathuset Fjällgatan 32A står med långsidan mot gatan. Det är ett trähus i en våning med fem rum som ägdes på 1730-talet av tröjvävarfabrikören Anders Berg vilken 1757 även förvärvade granntomten i väst (se Fjällgatan 30). Hushållet omfattade familjen Berg med son och två döttrar, svärfadern Johan Melin, lärgossen Anders Bengtsson, två 16-åriga ungdomar från Hälsingland samt en tjänsteflicka som tvättade och lagade mat. Verksamheten växte och 1755 hade Berg sex lärgossar, en av den var sonen. De bodde i en nybyggd enkelstuga söder om huvudbyggnaden. Berg hade låtit inreda en kammare i huvudbyggnadens vind med fönster i en frontespis mot gatan. Dit kom man via en liten trappa. Den äldre taktäckningen av bräder byttes samtidigt mot tegel.
År 1760 sålde Berg gården till skeppsklareraren Diedrich Frisk och därefter följde ett flertal ägare. 1838 upprustades gathuset under järnbärare Olof Backmans ägo. Huset fick ny fasadpanel, nya fönster, eldstäder, dörrar och golv. På vinden inreddes ytterligare ett rum samt ett litet ett kök. På innergården söder om gathuset lät Backman bygga ett nytt hus i två våningar (Fjällgatan 32B) som ersatte den äldre enkelstugan på samma plats. 
År 1885 övertogs fastigheten av Stockholms stad. Det dröjde dock till början av 1980-talet innan en varsam upprustning och modernisering utfördes genom AB Familjebostäder och med Bengt Holger Jonson som arkitekt. Enligt gammal tradition målades bara husets fasad mot gatan med dyrbar linoljefärg, i det här fallet i ljusgrå kulör. För gårdsfasaden och gavlarna togs den billigare falu rödfärgen.

Sista Styverns trappor, Anna Lindhagens täppa och Fjällgatan 32
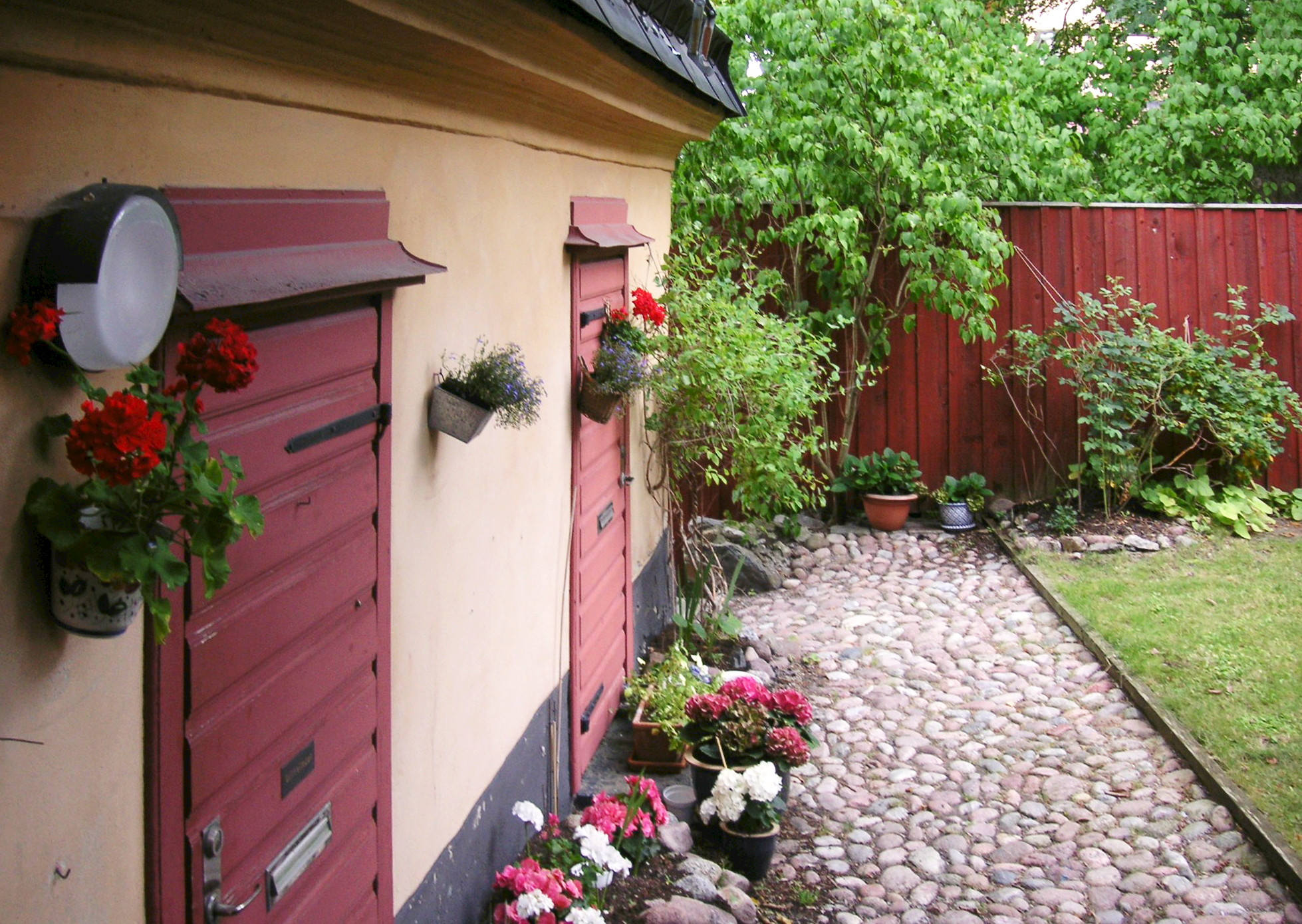
Sista Styverns trappor 3.
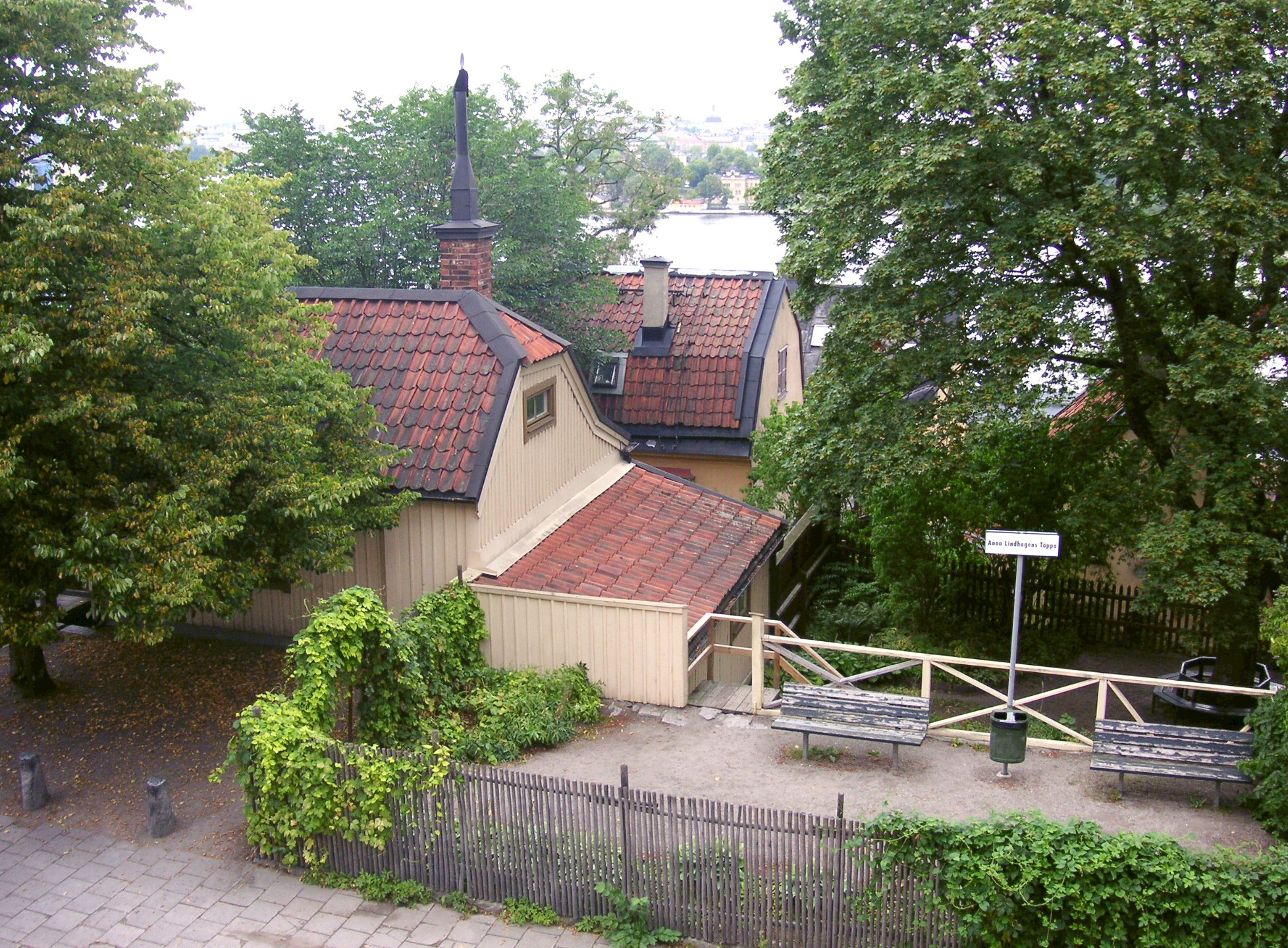
Sista Styverns trappor 5 och 3 och Anna Lindhagens täppa.
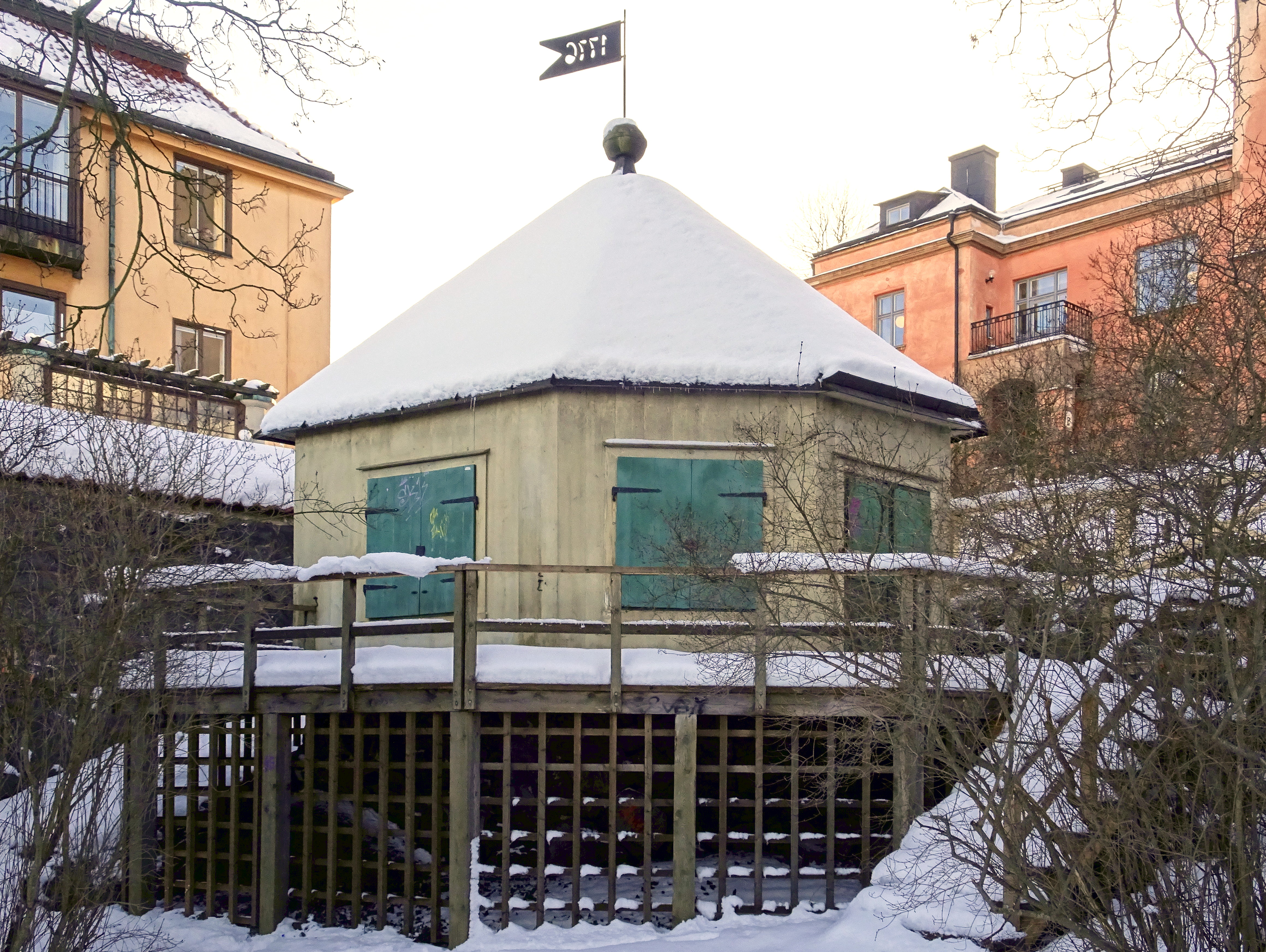
Anna Lindhagens lusthus byggt 1776.
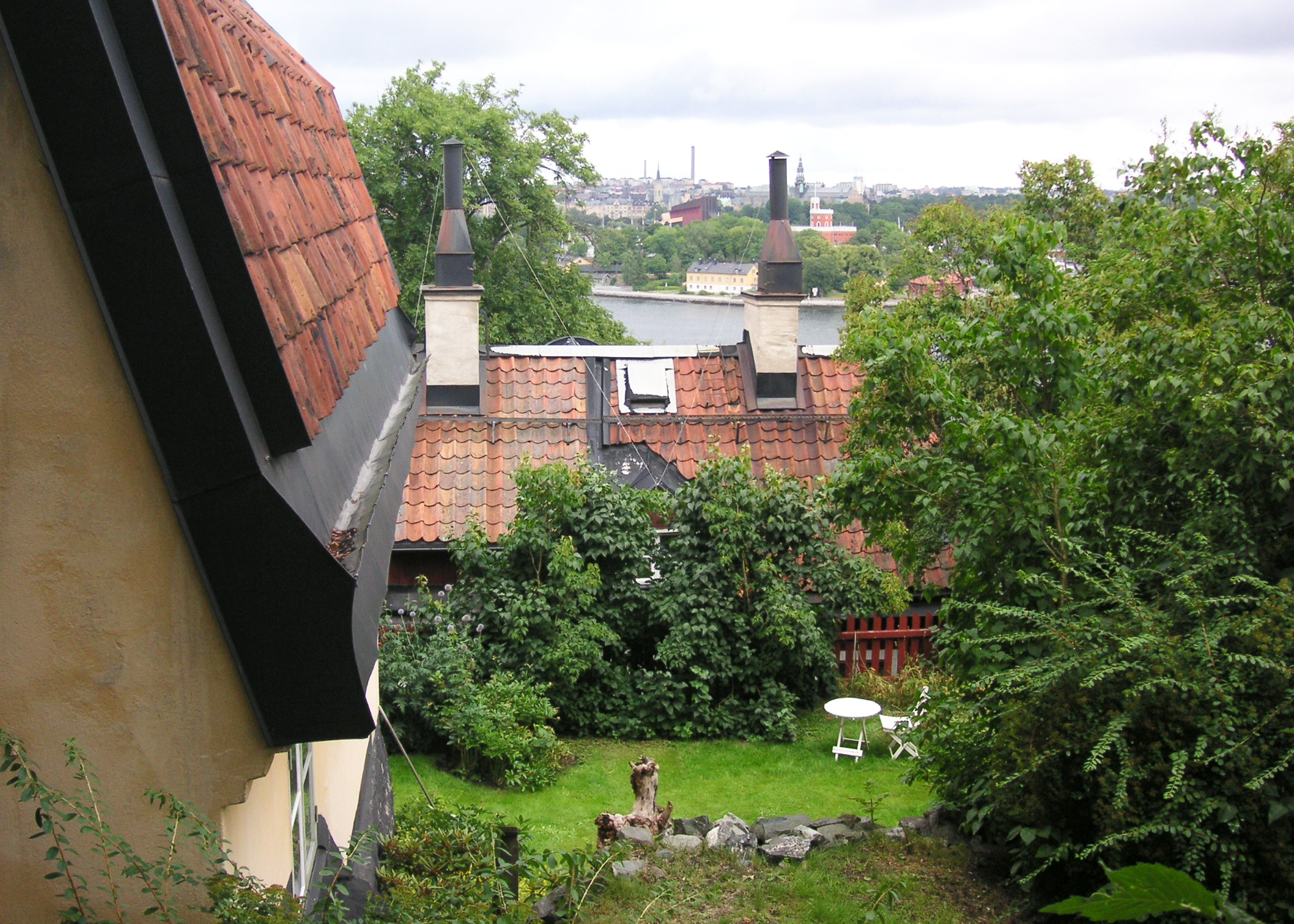
Fjällgatan 32A och B, gårdssidan.
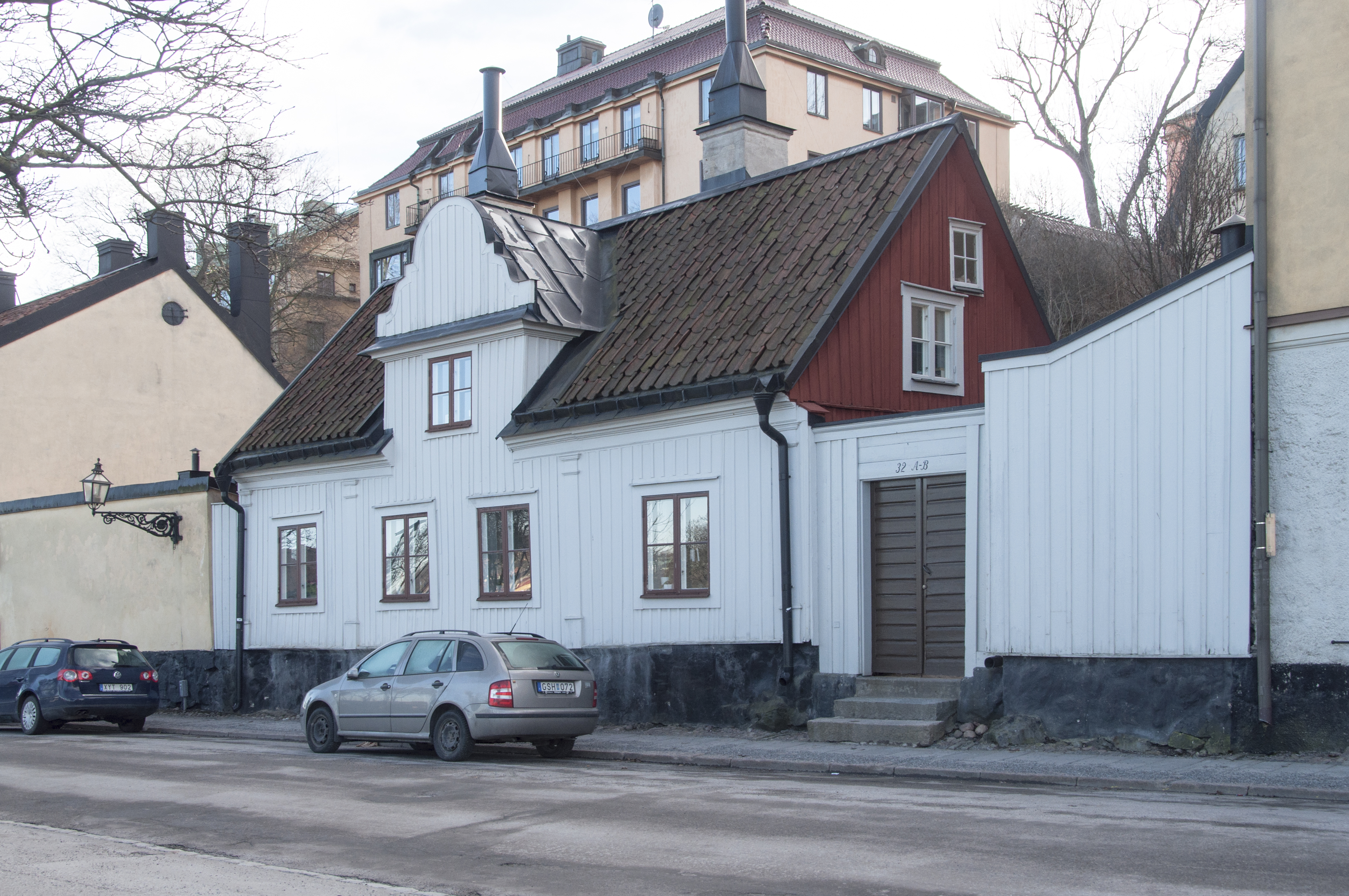
Fjällgatan 32A.

## Fjällgatan 34

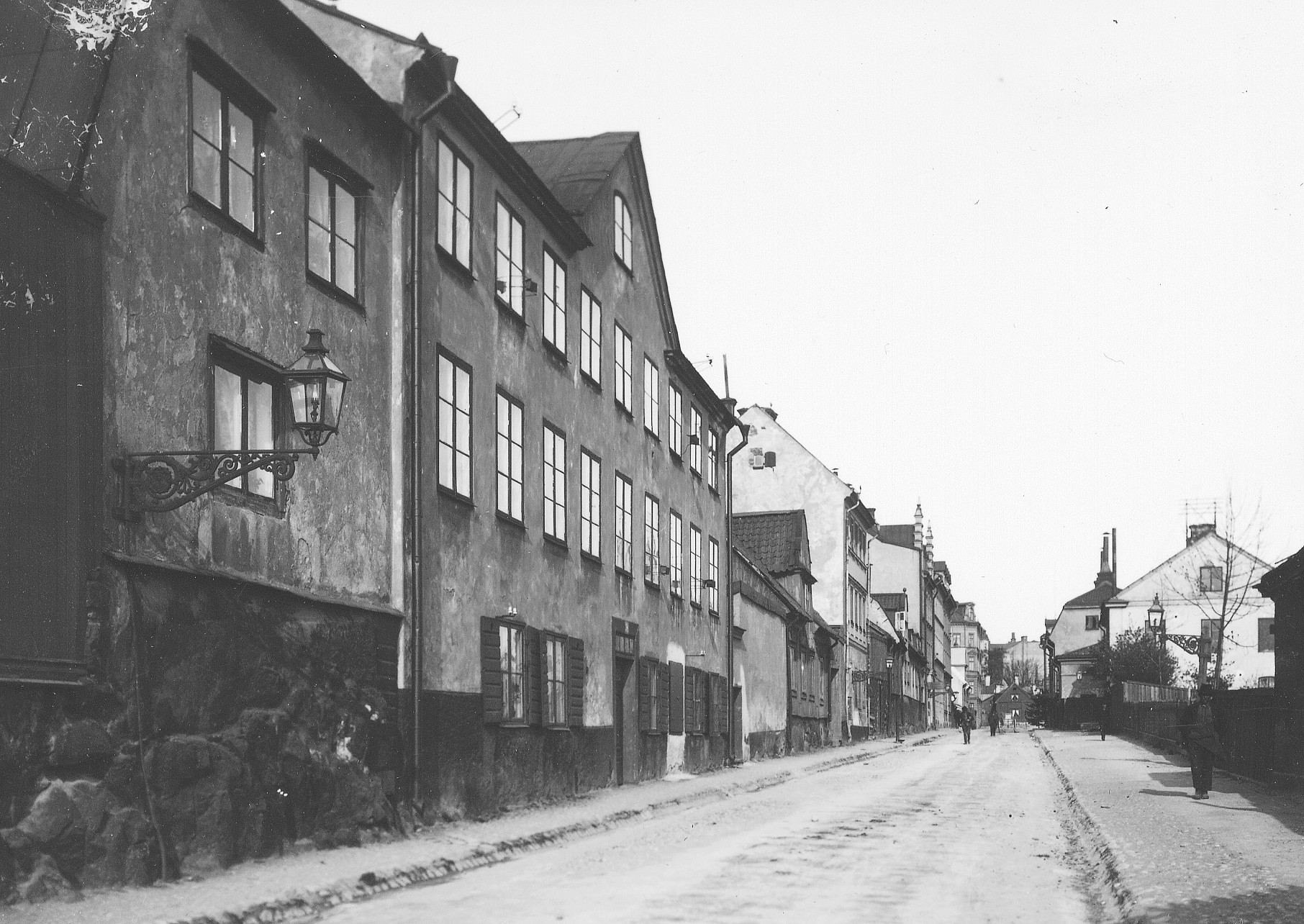
Fjällgatan 36 (närmast) och 34, 1907.

Gathuset på Fjällgatan 34 är den enda byggnaden i kvarteret som påbyggdes med en våning. Ursprungligen hade huset två våningar som uppfördes troligen strax efter Katarinabranden 1723 där 500 gårdar på centrala Södermalm förstördes och Katarina kyrka skadades svårt. 1751 köptes tomten med stenhuset av orgelbyggarna Jonas Gren och Petter Stråhle som hade här sitt framgångsrika orgelbyggeri med leveranser till bland annat Storkyrkan och Katarina kyrka samt till ett flertal kyrkor på landsorten. Verkstad med gesällkammare låg i nedre våningen och bostaden i övre våningen där det fanns sex rum.
År 1837 ägdes fastigheten av sjötullsvaktmästaren Johan Hedlund som lät höja huset med en våning och byggnaden fick sitt nuvarande utseende med en central anordnad frontespis mot gatan. När det låga stenhuset direkt väster om huvudbyggnaden uppfördes är inte känt. Enligt en brandförsäkring från 1862 innehöll det sex bodar. Idag ryms soprum och tvättstuga i huset.
Fastigheten förvärvades 1904 av Stockholms stad. Från 1934 och fram till sin död 1941 bodde Anna Lindhagen på översta våningsplanet. Redan några år innan grundade hon Föreningen Stigberget vars syfte var att hålla områdets hembygdstraditioner vid liv. Lindhagen organiserade regelbundna aftnar med bland annat musik och föredrag av kända författare, konstnärer, vetenskapsmän och musiker. 
Under hennes livstid inreddes Lindhagens våning till Stigbergets borgarrum, ett litet museum som visar hur en borgarfamilj kunde bo under mitten av 1800-talet. Lägenheten om sex rum och kök möblerades av Anna Lindhagen, delvis med föremål från sitt eget hem. Hon bodde själv i två av rummen. Museet är tillgängligt för allmänheten under vissa tider och i samband med visningar. Utanför huset står sedan 1987 skulpturen Anna Lindhagens minne som skapades av Kerstin Kjellberg-Jacobsson. Skulpturen är gestaltad som en stor medaljong med Anna Lindhagens porträtt på framsidan och olika Stockholmsmotiv med bland annat Mälardrottningen på baksidan.
På första våningsplanet hade under många år skulptören Lena Börjeson sin bostad och drev där Lena Börjesons skulpturskola. I början av 1980-talet upprustades och moderniserades gathuset efter ritningar av Bengt Holger Jonson. Rumsindelningen bevarades i huvudsak och trapphuset har kvar sitt kalkstensgolv och sina kalkstenssteg från 1830-talet.

Historiska bilder, Fjällgatan 34 och 36
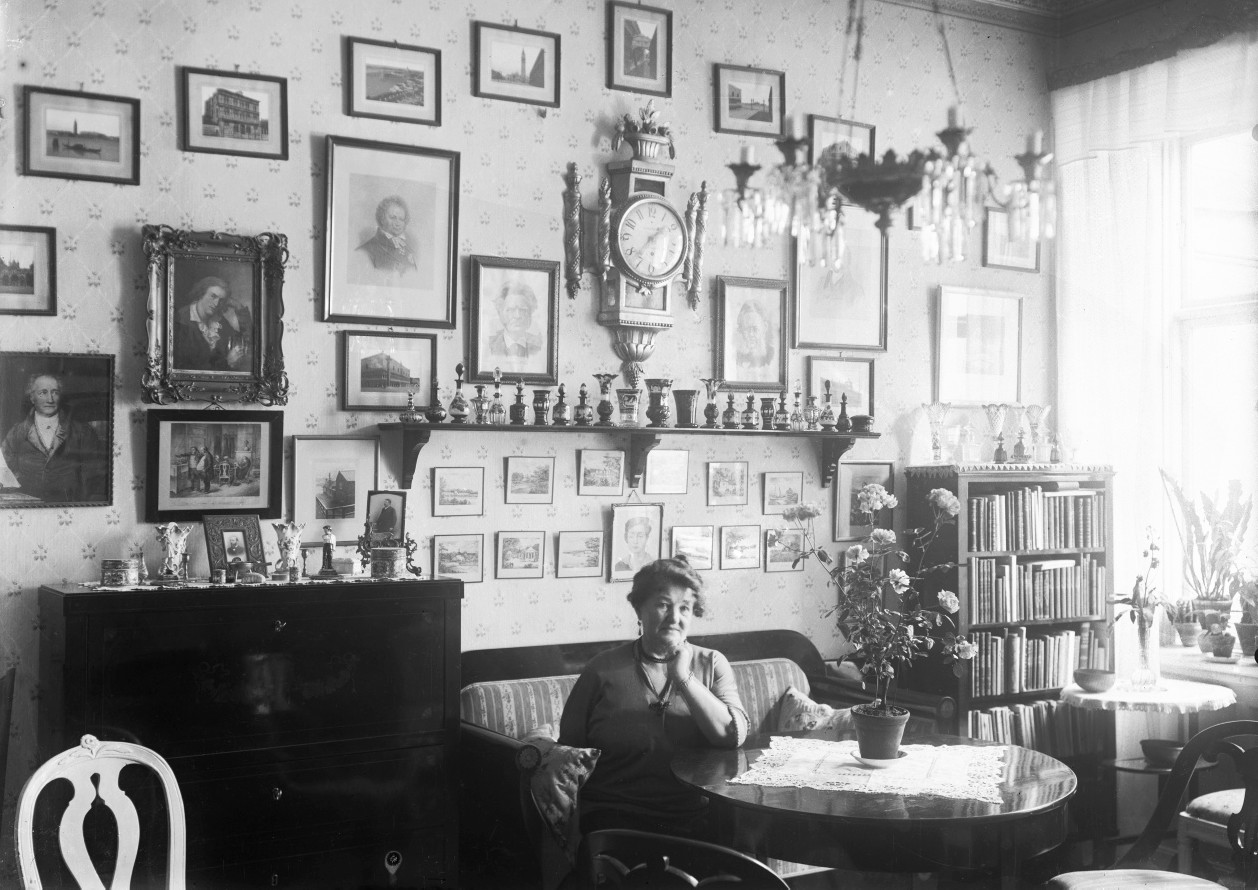
Anna Lindhagen i sin våning på Fjällgatan 34 på 1930-talet.
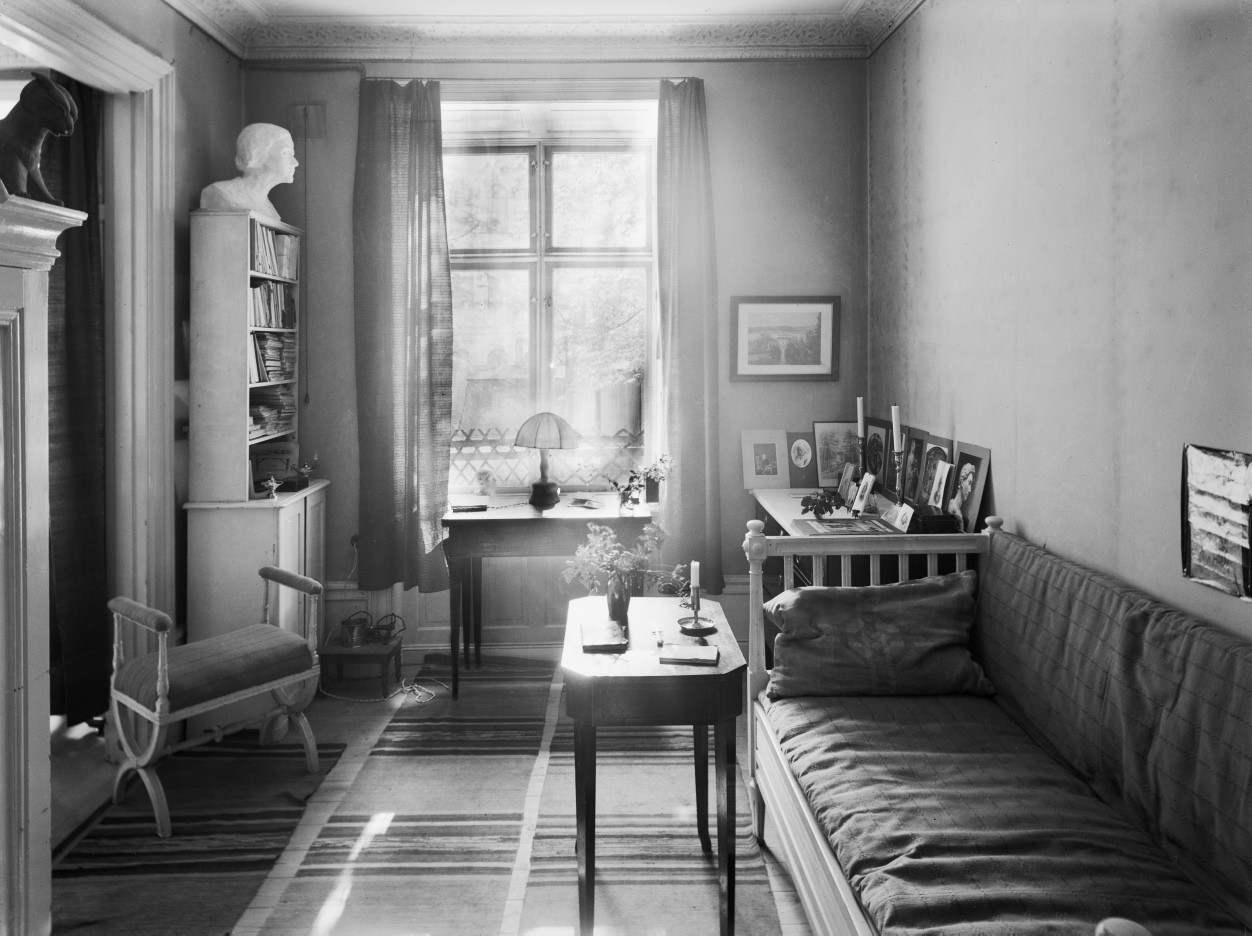
Anna Lindhagens bostad på 1930-talet.
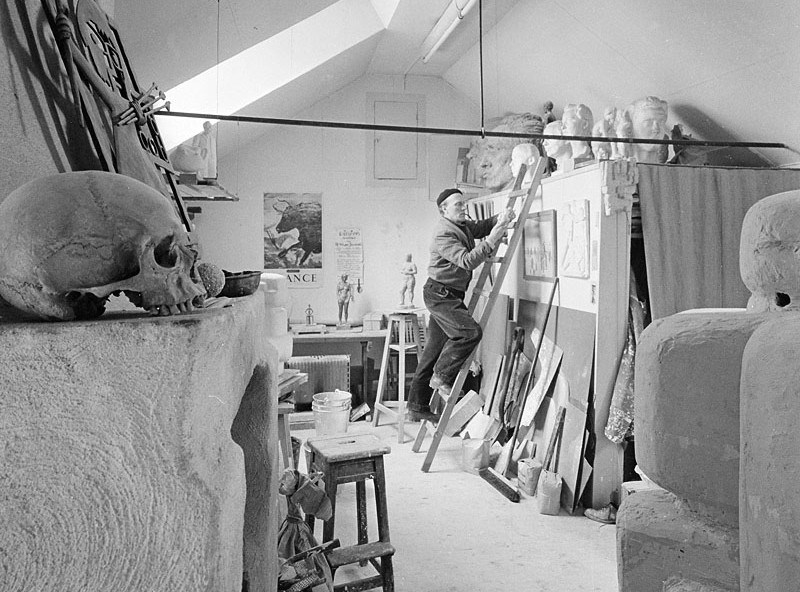
Ture Johansson i sin ateljé på Fjällgatan 36B, 1955.
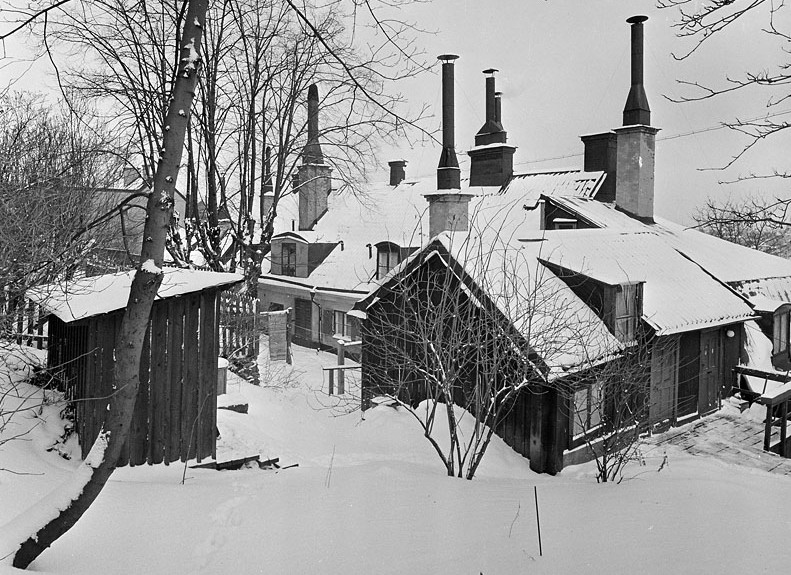
Fjällgatan 36A och B, gårdssidan, 1955.
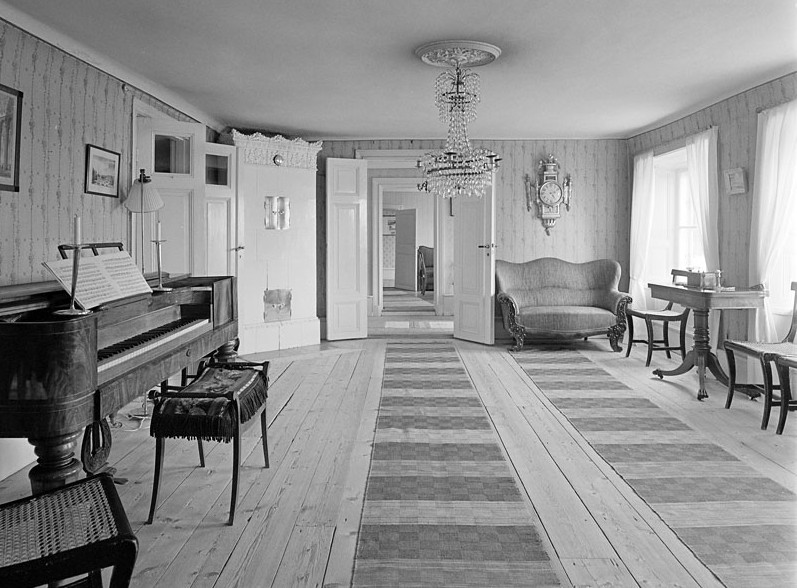
Stigbergets borgarrum, 1972.

## Fjällgatan 36
Längst i fastigheten Kronan 5:s östra del ligger Fjällgatan 36 som är sammanbyggd med Fjällgatan 34. 1730 ägdes gården av kofferdisjömannen Cornelius Palm som bodde i gathuset tillsammans med sin familj och en piga. Byggnaden har två våningar med stomme av sten på en hög murat sockel och med gaveln mot gatan. Under en av de följande ägarna byttes husets torvtak ut mot ett tegeltak. År 1851 upprustades byggnaden när sjötullvaktmästare Bengt Dyker var ägare och gathuset tillbyggdes med en förstukvist av trä. Samtidigt med Fjällgatan 34 köpte Stockholms stad även Fjällgatan 36. År 1947 ombyggdes gårdshuset till ateljé för skulptören Ture Johansson. 1982 moderniserades huset efter ritningar av Bengt Holger Jonson och den tidigare ateljén byggdes om till en bostad.